# Giambattista De Curtis
Giambattista de Curtis (Napoli, 20 luglio 1860 – Napoli, 15 gennaio 1926) è stato un pittore e poeta italiano.

## Biografia
Appartenente alla nobile famiglia napoletana dei de Curtis, Giambattista fu il primogenito del pittore e affreschista Giuseppe e di Elisabetta Minnon.
Espresse il suo estro principalmente nella pittura, arte appresa dal padre, che perfezionò fino a raggiungere risultati tanto eccellenti da essere definito il Salvator Rosa contemporaneo. Giambattista fu un artista completo, compose poesie, testi teatrali e versi per canzoni e fu anche scultore.
L'amore per la canzone napoletana gli fu forse trasmesso dal musicista Vincenzo Valente, suo inquilino nel palazzo di proprietà della famiglia de Curtis al corso Garibaldi. Fu infatti Valente a musicargli nel 1889 la sua prima canzone dal titolo 'A Pacchianella e, sempre nello stesso anno, Muglierema come fa?, 'I Pazziava nel 1890, Ninuccia nel 1894 e Tiempe Felice  nel 1895. Giambattista non smise mai di scrivere canzoni e poesie, ma probabilmente esse rappresentarono per lui solo un gradevole passatempo.
Egli amò molto Sorrento, dove tra il 1891 e il 1910 trascorse circa sei mesi all'anno presso il Grand Hotel del commendator Guglielmo Tramontano, sindaco della città. Lì, nel 1892, Giambattista incontrò colei che gli ispirò la sua prima celebre canzone, Duorme Carme'.  Si trattava di una prosperosa contadinotta che si recò in albergo con un cesto di frutta. Il poeta le chiese: "Come ti chiami?" "Carmela Maione" rispose la ragazza, "Cosa fai qui?" domandò ancora de Curtis, "sono la figlia di un colono del commendatore e abito a Fuorimura", il poeta non ancora soddisfatto: "Cosa fai di solito?" "Dormo!", rispose la giovane. E fu così che Giambattista de Curtis, rinunciando ad un'avventura amorosa, compose l'immortale canzone Duorme Carme' in cui è detto: "Duorme Carme', che 'o cchiu bello da vita è 'o durmì". Sia per i testi delle canzoni che, come vedremo, per le poesie, all'artista bastava infatti un semplice spunto per tradurre in versi i suoi pensieri.
Uomo curioso e amabile, mai avaro di complimenti con le belle donne, Giambattista ne corteggiò tante e a molte dedicò dei componimenti; nonostante ciò, fu seriamente legato solo a Carolina Scognamiglio, che sposò nel 1910, dopo quasi venti anni di fidanzamento e all'età di cinquant'anni.
Tra Guglielmo Tramontano e Giambattista de Curtis vi fu un rapporto di amicizia e stima reciproca, l'artista fu l'istitutore di tutti i figli e i nipoti del sindaco e, sotto il suo mecenatismo, affrescò saloni dell'hotel, dipinse tele e compose poesie e canzoni.
Tra queste la celeberrima Torna a Surriento che, secondo quasi tutti gli scritti dedicati alla canzone napoletana, sarebbe nata grazie ad un episodio accaduto nel 1902, quando il Capo del Governo, Giuseppe Zanardelli, fu ospite del Grand Hotel. Questi, per farsi perdonare delle sue insistenze circa l'apertura di un ufficio postale e per assicurarsi che Zanardelli, una volta a Roma, provvedesse alla richiesta, chiese a Giambattista ed Ernesto De Curtis di scrivere in fretta e furia una canzone da dedicare all'illustre ospite. Così l'onorevole fu salutato, alla partenza, dall'esecuzione di un'improvvisata Torna a Surriento, successivamente modificata nel testo ora famoso. Da documenti in possesso della famiglia de Curtis, risulta invece che la famosa canzone fu depositata alla SIAE nel 1894, pertanto si è portati a credere che i due fratelli abbiano adattato il testo per l'occasione e non viceversa.
Il sodalizio artistico fra il poeta Giambattista e il musicista Ernesto ebbe inizio con la composizione di 'A primma vota, pubblicata nel 1897 da Bideri, e fu molto saldo e duraturo e non trovò ostacoli nemmeno nel trasferimento in America, nel 1920, di Ernesto, che continuò a musicare le canzoni che Giambattista gli spediva per posta.
Con Amalia, edita da Bideri nel 1902, la collaborazione fra i due fratelli si strinse ancora di più, perché la canzone era dedicata ad Amalia Russo, la donna che Ernesto sposò il 20 ottobre di quello stesso anno. Nel 1911, presso la Poliphon, Giambattista ed Ernesto lanciarono un altro grande successo: Lucia Lucì ('i m'arricordo 'e te), cui si ispira l'omonimo film, prodotto dalla Miramare Film di Emanuele Rotondo e diretto da Ubaldo Maria Del Colle.
Nel 1916 Giambattista si trasferì al Vomero, in via Luca Giordano 129, accanto alla villa Floridiana. Egli continuò a dipingere e a comporre, ma non riuscì più a dare alla canzone napoletana successi altrettanto notevoli. Morì nel gennaio 1926, per una paralisi progressiva. Dopo qualche giorno dalla sua scomparsa, il postino recapitò una lettera di Ernesto dall'Argentina che diceva:

## Opere
Tra le opere da lui composte sono da ricordare Che buò fa? (‘A pacchianella) (1889), Muglierema comme fa? (1889), I' pazziava!... (1890), A mezzanotte (1893), ‘E giesummine ‘e Spagna (1893), Canzona cafona (1894), Carmela - versi e musica - (1894), Custantina - versi e musica - (1894), Mmaculatì (1894), Ninuccia (1894), Signò, dicite si (1894), Voglio trasì! (1894), ‘A picciotta - versi e musica - (1895), I' sò sensibile... (1895), Mo va, mo vene (1895), Tiempe felice (1895), Venezia benedetta! - versi e musica - (1895), Maria (‘A cchiù bella canzona) - versi e musica - (1896), Muntagnola (1896), ‘A primma vota (1897), Amalia (1902), Torna a Surriento (1904), ‘A surrentina (1905), I' m'arricordo ‘e te (Lucia, Lucì) (1911), Sò nnammurato ‘e te! (1912), Niru te! (1914).
Il quadro Il bevitore, attribuito a Giambattista De Curtis, venne utilizzato nel programma Drive-in nello sketch di Ezio Greggio "Asta Tosta" bollandolo come opera di un fantomatico pittore noto come Teomondo Scrofalo.